# 洗馬 (塩尻市)
洗馬（せば）は、長野県塩尻市の大字である。

## 地理
奈良井川上流に位置し、木曽山脈北麓に展開する。松本空港の南半分は当地に所在する。

## 沿革
江戸時代は高遠藩領であった。

### 年表
- 1874年（明治7年）10月25日 - 筑摩県筑摩郡本洗馬村・小曽部村・岩垂村が合併して洗馬村となる。
- 1889年（明治22年）4月1日 - 町村制の施行により、洗馬村が単独で自治体を形成。
- 1961年（昭和36年）6月28日 - 塩尻市に編入し、大字洗馬となる。同日洗馬村廃止。
- 1965年(昭和40年)7月16日 - 松本空港開港。
- 1982年（昭和57年）4月1日 - 旧村域の一部（現・空港東）が松本市に編入。

## 世帯数と人口
2022年（令和4年）1月1日現在の世帯数と人口は以下の通りである。
| 地区名   | 世帯数    | 人口    |
| -------- | --------- | ------- |
| 上組     | 180世帯   | 540人   |
| 元町     | 156世帯   | 404人   |
| 芦ノ田   | 309世帯   | 842人   |
| 太田     | 504世帯   | 1,367人 |
| 岩垂     | 219世帯   | 660人   |
| 下小曽部 | 273世帯   | 742人   |
| 上小曽部 | 130世帯   | 292人   |
| 計       | 1,771世帯 | 4,847人 |

## 小・中学校の学区
市立小・中学校に通う場合、学区は以下の通りとなる。
| 地区     | 小学校             | 中学校                 |
| -------- | ------------------ | ---------------------- |
| 大字洗馬 | 塩尻市立洗馬小学校 | 塩尻市立塩尻西部中学校 |

## 交通

### 路線バス
- 塩尻市地域振興バス

### 空港
- 松本空港（一部）

### 道路
- 長野県道25号塩尻鍋割穂高線
- 長野県道115号松本平広域公園線
- 長野県道293号上今井洗馬停車場線
- 長野県道294号原洗馬停車場線

## 地域

### 施設
- 塩尻市役所 洗馬支所
- 塩尻市立図書館 洗馬分館
- 本洗馬歴史の里資料館

### 教育
- 塩尻市立洗馬小学校